# 1910 v letectví
Tento článek obsahuje seznam událostí souvisejících s letectvím, které proběhly roku 1910.

## Události

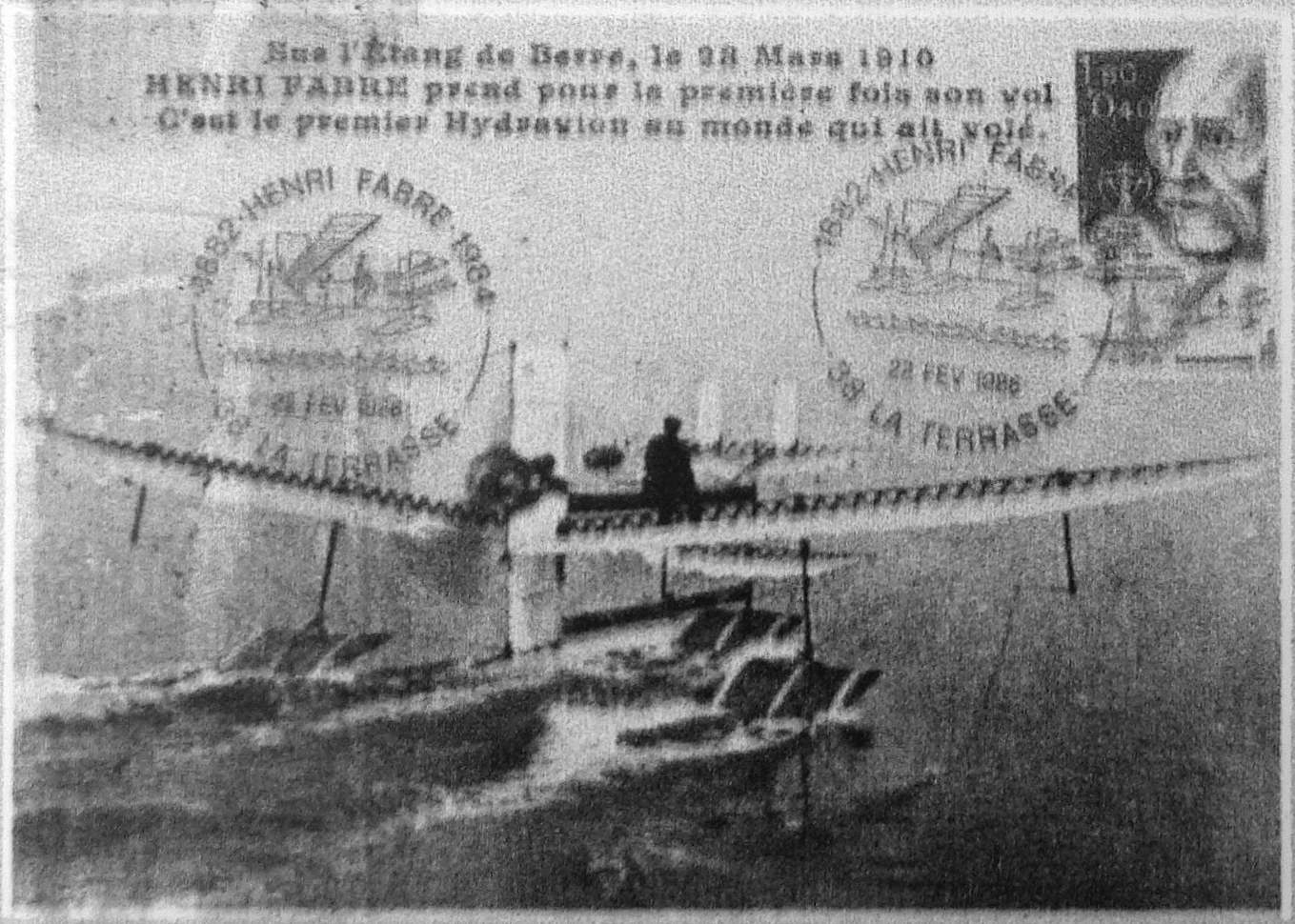
Pohlednice zachycující první let hydroplánu (Henri Fabre, letoun Fabre Hydravion, 28. 3.1910)

### Únor
- 19. února – v sále pražské Měšťanské besedy přednesl Bedřich Hirsch první veřejnou přednášku o letectví v českých zemích.[1]

### Březen
- 8. března – Francouzka Raymonde de Laroche jako první žena na světě získala pilotní licenci.[2]
- 28. března – první úspěšný vzlet hydroplánu v historii. Henri Fabre vzlétl se svým plovákovým letounem Fabre Hydravion.[3]

### Červenec
- 9. července – Francouz Leon Morane dosáhl prvního leteckého rychlostního rekordu přes 100 km/h s rychlostním průměrem 106,608 km/h.[4]

### Říjen
- 17. října – v pátém ročníku Poháru Gordona Bennetta zvítězili Američané Alan Ramsay Hawley a Augustus Post.

### Listopad
- 14. listopadu – jako první na světě provedl Eugene Burton Ely úspěšný vzlet z paluby lodi. Ely odstartoval s letounem Curtiss z dřevěné rampy na palubě průzkumného křižníku USS Birmingham.[5]